# Neorthacris malabarensis
Neorthacris malabarensis är en insektsart som beskrevs av Singh, A. och D.K.M. Kevan 1965. Neorthacris malabarensis ingår i släktet Neorthacris och familjen Pyrgomorphidae. Inga underarter finns listade i Catalogue of Life.